# Chorisochora
Chorisochora, biljni rod iz porodice primogovki smješten u tribus Justicieae, dio potporodice Acanthoideae. Sastoji se od 4 vrste, dva endema sa Sokotre, jedan iz Somalije, i jedna vrsta iz Bocvane i Južne Afrike   Opisan je u Kew Bulletin 49(3): 474. 1994. 

## Opis
Višegodišnje ili grmolike biljke. Listovi jednostavni, nasuprotni s cijelim rubovima. Cvjetovi na peteljci, pojedinačni ili u skupinama od 2-3; brakteje papirnaste. Čaška duboko razdijeljena na 5 podjednakih režnjeva. Vjenčić dvousni, izvana dlakavi s cilindričnom cijevi. Plod je kapsula s 2-3 sjemenke.

## Vrste
1. Chorisochora chascanoides Thulin & I.Darbysh.; Somalija
2. Chorisochora minor (Balf.f.) Vollesen; Sokotra
3. Chorisochora striata (Balf.f.) Vollesen; Sokotra
4. Chorisochora transvaalensis (A.Meeuse) Vollesen; Bocvana, Južna Afrika